# Miro Muheim
Miro Muheim (Flüelen, 24 de marzo de 1998) es un futbolista suizo. Juega de defensa y su equipo es el Hamburgo S. V. de la 1. Bundesliga de Alemania.

## Trayectoria
Miro Muheim pasó por todas las categorías del F. C. Zürich hasta el año 2014, donde fue reclutado por el Chelsea F. C. En Inglaterra jugó para las categorías sub-17 y sub-19 del club de Londres hasta que en 2017 se marchó cedido de nuevo al F. C. Zürich. No disputó un solo partido en su cesión por lo que volvió al Chelsea F. C. a final de temporada. En julio de 2018 se marchó traspasado al F. C. St. Gallen de Suiza. En 2021 se anunció se marcharía cedido al Hamburgo S. V. de Alemania en una operación de cesión con opción de compra, la cual acabaron ejecutando en 2022.

## Selección nacional
El 18 de noviembre de 2024 hizo su debut con la selección de Suiza en un encuentro de la Liga de Naciones de la UEFA 2024-25 ante España que perdieron por tres a dos.

## Clubes
| Club                    | País     | Año       |
| ----------------------- | -------- | --------- |
| F. C. Zürich (cedido)   | Suiza    | 2017      |
| F. C. St. Gallen        | Suiza    | 2018-2022 |
| Hamburgo S. V. (cedido) | Alemania | 2021-2022 |
| Hamburgo S. V.          | Alemania | 2022-     |